# Grupo Pixote
Grupo Pixote ist eine brasilianische Pagode-Gruppe.

## Werdegang
Die Gruppe wurde 1993 von sieben Jugendlichen gegründet und erhielt nach Teilnahme an einem Samba-Festival einen Vertrag beim Label Zimbawê. Musiker wie Zeca Pagodinho, Fundo de Quintal, Martinho da Vila, 14 Bis, Windsier, Emílio Santiago und Djavan waren ihre Vorbilder. Zunächst spielten sie im Vorprogramm der Gruppe Pagode de Primeira Coverversionen der Bands Sonho Real und Sonho de Poeta. Bevor sie mit ihrer Musik Geld verdienen konnten, mussten sich die Musiker mit Gelegenheitsjobs bei McDonald’s, dem Verkauf von Auto-Ersatzteilen oder als Tourismusführer in Ouro Preto über Wasser halten. 
1996 erschien ihre erste CD Brilho de Cristal, gefolgt von Tão Inocente, von der sechs Hits stammten. 2000 wechselten sie das Plattenlabel und produzierten mit Continental East West Tá Bom Demais. Sie spielten unter anderem auf einer Show der CERET-SP vor einem Publikum von über 100.000 Personen, außerdem während einer Veranstaltung der Fußball-Weltmeisterschaft 1994 im Stadtteil Ibirapuera von São Paulo.

## Diskografie
- Brilho de Cristal (1995)
- Tão Inocente (1997)
- Tá Bom Demais (1999)
- Idem (2001)
- Pira (2002)
- Vamos Nessa - Ao Vivo (2004)
- Descontrolado (2005)
- 15 Anos Ao Vivo (2008)
- Obrigado, Brasil (2010)

## Besetzung
- Douglas "Dodo" Fernando Monteiro: Gesang
- Thiago "Thiaguinho" Carvalho Santana: Keyboard
- Clayson "Mineirinho" Rangel Batista: Gitarre
- Agnaldo "Tiola Chocolate" Nascimento Apolinário: Tantan-Trommel
- Eduardo "Du" Pereira Pacheco: Pandeiro